# Ucrânia nos Jogos Olímpicos
A Ucrânia participou pela primeira vez dos Jogos Olímpicos como país independente em 1994, e mandou atletas para competirem em todos os Jogos Olímpicos de Verão e Jogos Olímpicos de Inverno desde então.
Anteriormente, atletas ucranianos competiram como parte da União Soviética de 1952 a 1988, e após a dissolução da União Soviética, a Ucrânia fez parte do Time Unificado em 1992.
A Ucrânia ganhou um total de 121 medalhas nos Jogos de Verão e 8 nos Jogos de Inverno, com a ginástica colocando-se como esporte mais medalhado.
O Comitê Olímpico da Ucrânia foi criado em 1990 e reconhecido pelo COI em 1993.

## Quadro de Medalhas

### Medalhas por Jogos de Verão
| Jogos               | Ouro      | Prata     | Bronze    | Total     |
| 1996 Atlanta        | 9         | 2         | 12        | 23        |
| 2000 Sydney         | 3         | 10        | 10        | 23        |
| 2004 Atenas         | 8         | 5         | 9         | 22        |
| 2008 Pequim         | 7         | 4         | 11        | 22        |
| 2012 Londres        | 6         | 4         | 10        | 20        |
| 2016 Rio de Janeiro | 2         | 5         | 4         | 11        |
| 2020 Tóquio         | A definir | A definir | A definir | A definir |
| 2024 Paris          | A definir | A definir | A definir | A definir |
| 2028 Los Angeles    | A definir | A definir | A definir | A definir |
| Total               | 35        | 30        | 56        | 121       |

### Medalhas por Jogos de Inverno
| Jogos               | Ouro      | Prata     | Bronze    | Total     |
| 1994 Lillehammer    | 1         | 0         | 1         | 2         |
| 1998 Nagano         | 0         | 1         | 0         | 1         |
| 2002 Salt Lake City | 0         | 0         | 0         | 0         |
| 2006 Turim          | 0         | 0         | 2         | 2         |
| 2010 Vancouver      | 0         | 0         | 0         | 0         |
| 2010 Sóchi          | 1         | 0         | 1         | 2         |
| 2018 Pyeongchang    | 1         | 0         | 0         | 1         |
| 2022 Pequim         | A definir | A definir | A definir | A definir |
| Total               | 3         | 1         | 4         | 8         |

### Medalhas por Esportes de Verão
| Esporte            | Ouro | Prata | Bronze | Total |
| Ginástica          | 7    | 4     | 8      | 19    |
| Boxe               | 4    | 3     | 7      | 14    |
| Tiro               | 4    | 2     | 2      | 8     |
| Natação            | 4    | 2     | 1      | 7     |
| Lutas              | 3    | 5     | 6      | 14    |
| Canoagem           | 3    | 2     | 3      | 8     |
| Halterofilismo     | 3    | 1     | 2      | 6     |
| Atletismo          | 2    | 3     | 12     | 17    |
| Esgrima            | 2    | 1     | 3      | 6     |
| Vela               | 1    | 2     | 2      | 5     |
| Tiro com arco      | 1    | 1     | 2      | 4     |
| Remo               | 1    | 1     | 1      | 3     |
| Ciclismo           | 0    | 1     | 2      | 3     |
| Judô               | 0    | 1     | 2      | 3     |
| Pentatlo moderno   | 0    | 1     | 0      | 1     |
| Saltos ornamentais | 0    | 0     | 2      | 2     |
| Handebol           | 0    | 0     | 1      | 1     |
| Total              | 35   | 30    | 56     | 121   |

### Medalhas por Esportes de Inverno
| Esporte             | Ouro | Prata | Bronze | Total |
| Biatlo              | 1    | 1     | 3      | 5     |
| Patinação artística | 1    | 0     | 1      | 2     |
| Esqui estilo livre  | 1    | 0     | 0      | 1     |
| Total               | 3    | 1     | 4      | 8     |

## Porta-Bandeiras
- 1994 Lillehammer - Viktor Petrenko
- 1996 Atlanta - Sergey Bubka
- 1998 Nagano - Andriy Deryzemlya
- 2000 Sydney - Yevhen Braslavets
- 2002 Salt Lake City - Olena Petrova
- 2004 Atenas - Denys Sylantyev
- 2006 Turim - Natalia Yakushenko
- 2008 Pequim - Yana Klochkova
- 2010 Vancouver - Liliya Ludan
- 2012 Londres - Roman Hontyuk
- 2014 Sóchi - Valentina Shevchenko
- 2016 Rio de Janeiro - Mykola Milchev
- 2018 Pyeongchang - Olena Pidhrushna

## Ver Também
- Categoria:Competidores Olímpicos da Ucrânia